# Jonathan Winters
Jonathan Harshman Winters III (11 tháng 11 năm 1925 – 11 tháng 4 năm 2013) là một diễn viên hài, diễn viên điện ảnh, tác giả và nghệ sĩ người Mỹ. Bắt đầu từ năm 1960, Winters ghi nhiều album hài kịch cổ điển cho hãng Verve Records. Ông cũng đã có đĩa phát hành liên tục mỗi thập kỷ trong hơn 5 thập kỷ, nhận được 11 đề cử cho giải Grammy cho Album hài xuất sắc nhất trong sự nghiệp và giành một giải Grammy cho Album xuất sắc nhất dành cho trẻ em vì những đóng góp cho một chuyển thể kịch bản của The Little Prince vào năm 1975 và giải Grammy giải thưởng album hài kịch hay nhất cho Crank(y) Calls vào năm 1996.
Với một sự nghiệp kéo dài hơn sáu thập kỷ, Winters cũng xuất hiện trong hàng trăm tập chương trình và phim truyền hình, bao gồm các nhân vật kỳ quặc trên The Steve Allen Show, The Garry Moore Show, The Wacky World of Jonathan Winters (1972 – 1974), Mork & Mindy, Hee Haw, và It's a Mad, Mad, Mad, Mad World. Ông cũng lồng tiếng Grandpa Smurf trong phim The Smurfs (1986 – 1989) và Papa Smurf trong The Smurfs (2011). Bộ phim cuối cùng ông lồng tiếng là The Smurfs 2 vào năm 2013.
Năm 1991, Winters giành được một giải Emmy cho vai diễn của mình trong Davis Rules. Năm 1999, Winters đã được trao giải Mark Twain Prize cho chương trình American Humor. Năm 2002, ông giành được một đề cử Emmy với tư cách một ngôi sao khách mời trong một loạt phim hài Life with Bonnie. Năm 2008, Winters giành giải giải Pioneer TV Land Award do Robin Williams trao tặng.
Winters cũng đã dành thời gian vẽ tranh và trình bày tác phẩm nghệ thuật của mình, bao gồm cả tranh lụa và các bản phác thảo trong nhiều bộ sưu tập. Ông là tác giả một số cuốn sách, trong đó truyện ngắn có tựa đề Winters' Tales (1988) đã nằm trong danh mục sách bán chạy nhất.